# Högskolebehörighet
Högskolebehörighet är de kriterier och krav som ställs för att kunna ansöka till grundutbildning vid ett universitet eller högskola.

## Sverige

### Grundläggande behörighet för högskoleutbildning
Grundläggande behörighet för högskoleutbildning innebär att uppfyller minst ett av följande kriterier (förenklat): 
- Gymnasieexamen
- Slutbetyg från ett nationellt program.
- Specialutformat program i gymnasieskola.
- Slutbetyg från komvux och har lägst betyget Godkänd på kurser som omfattar minst 90 %.
- Samlat betygsdokument från komvux.
- Avgångsbetyg från en fullständig minst tvåårig linje / tvåårig specialkurs (med godkänt i Svenska B och Engelska A).
- Betyg från viss äldre utbildning som ger grundläggande behörighet (med godkänt i motsvarande Svenska B och Engelska A).
- Avgångsbetyg 2 eller 3 (eller motsvarande) från komvux
- Avslutad utländsk gymnasieutbildning som ger behörighet till universitetsstudier i det land där den fullföljts. Och godkänt i motsvarande Svenska 3, Engelska 6 och Matematik 1.
- Intyg från folkhögskola om grundläggande behörighet samt styrkt behörighet i samtliga kärnämnen.

### Särskild behörighet för högskoleutbildning
Särskild behörighet för högskoleutbildning innebär att det ställs krav utöver grundläggande behörighet. För exempelvis civilingenjörsprogrammet ställs extra krav inom matematik, fysik och kemi.